# Virtus Francavilla Calcio 2019-2020
Questa voce raccoglie le informazioni riguardanti la Virtus Francavilla Calcio nelle competizioni ufficiali della stagione 2019-2020.

## Stagione
La Virtus Francavilla partecipa per la quarta volta nella sua storia al campionato di Serie C (ex Lega Pro). Alla guida tecnica della squadra viene confermato l'allenatore Bruno Trocini. Dopo due stagioni nelle quali ha dovuto disputare le partite casalinghe allo Stadio Franco Fanuzzi di Brindisi la Virtus ritorna a disporre dello stadio della propria città, lo Stadio Comunale Giovanni Paolo II, sottoposto a modifiche strutturali necessarie per il completo adeguamento ai regolamenti di categoria.

### Precampionato
Il ritiro precampionato si è svolto dal 14 al 27 luglio a San Giovanni Rotondo.
Il 17 luglio è stata disputata una partita amichevole tra due formazioni selezionate all'interno della squadra (cinque gol complessivi realizzati).
Il 21 luglio è stato disputato un allenamento congiunto contro una rappresentativa locale (San Giovanni Rotondo); l'incontro è terminato 12-0 per la Virtus. Il 27 luglio è stato disputato un allenamento congiunto contro il Fortis Altamura, presso lo Stadio Comunale Giovanni Paolo II, terminato con il punteggio di 1-1.
Il 18 agosto è stato disputato, presso lo Stadio Comunale Giovanni Paolo II, un allenamento congiunto contro il Martina terminato 1-0 per la Virtus.

### Campionato di Serie C
Inserita ne girone C inizia il campionato con un pareggio ottenuto in casa contro la Reggina (1-1). Al termine del girone di andata la Virtus occupa la quattordicesima posizione in classifica grazie a 22 punti conquistati in 19 partite. Tra le cinque vittorie fin qui ottenute spicca lo storico successo in casa contro il Bari (1-0) alla quinta giornata. Il girone di ritorno, dopo la disputa della 30ª giornata, subisce l'improvvisa interruzione a causa dell'emergenza nazionale per la pandemia di COVID-19.
Nel girone di ritorno, fino ad allora disputato, la Virtus era riuscita ad ottenere alcune prestigiose vittorie in trasferta sui campi di Reggina, Ternana e Teramo.
Dopo la sospensione del campionato, a seguito del Comunicato Ufficiale n. 209/A deliberato dal Consiglio Federale della FIGC l'8 giugno 2020, il regolamento è stato modificato, Tale comunicato ha stilato una classifica definitiva del campionato, basata su nuovi criteri per i punteggi, ha annullato i match fino a quel momento non disputati e ha regolamentato le promozioni, le retrocessioni, i play-off e i play-out.
Nella classifica finale del girone C, stabilita dal Consiglio Federale, la Virtus Francavilla si classifica al nono posto, grazie ai 40 punti conquistati nelle 30 partite disputate, conquistando il diritto alla partecipazione al primo turno dei play-off di girone. Il 30 giugno affronta il Catania in trasferta subendo sconfitta (3-2) ed eliminazione.

### Coppa Italia
Partecipa per la terza volta nella sua storia alla Coppa Italia, la seconda competizione professionistica nazionale. Nel primo turno, disputato il 3 agosto in casa, supera il Novara (2-1). 
Al secondo turno affronta, in un match unico disputato in trasferta, la Cremonese, subendo una sconfitta netta (4-0) e venendo così eliminata dalla competizione.
In quanto squadra partecipante alla Coppa Italia accede direttamente alla fase ad eliminazione diretta della Coppa Italia Serie C. Al primo turno subisce l'eliminazione da parte del Monopoli che vince per 3-2 il match unico disputato nel proprio stadio.

## Rosa
| N. |                      | Ruolo | Calciatore            |
| -- | -------------------- | ----- | --------------------- |
| 1  | Italia (bandiera)    | P     | Federico Sottoriva    |
| 2  | Italia (bandiera)    | C     | Leonardo Di Cosmo     |
| 3  | Italia (bandiera)    | D     | Francesco Pambianchi  |
| 4  | Albania (bandiera)   | C     | Federico Zenuni       |
| 5  | Italia (bandiera)    | D     | Andrea Tiritiello     |
| 6  | Italia (bandiera)    | C     | Francesco Carella     |
| 6  | Italia (bandiera)    | C     | Manuele Castorani     |
| 7  | Italia (bandiera)    | C     | Denny Gigliotti       |
| 8  | Italia (bandiera)    | C     | Andrea Bovo           |
| 9  | Argentina (bandiera) | A     | Federico Vázquez      |
| 10 | Italia (bandiera)    | A     | Anthony Partipilo     |
| 10 | Italia (bandiera)    | A     | Leonardo Perez        |
| 11 | Italia (bandiera)    | C     | Federico Mastropietro |
| 12 | Italia (bandiera)    | P     | Francesco De Luca     |
| 13 | Italia (bandiera)    | D     | Stefano Pino          |
| 14 | Francia (bandiera)   | A     | Alain Pierre Baclet   |
| 15 | Italia (bandiera)    | D     | Fabio Delvino         |

| N. |                    | Ruolo | Calciatore           |
| -- | ------------------ | ----- | -------------------- |
| 16 | Italia (bandiera)  | D     | Alessandro Albertini |
| 17 | Italia (bandiera)  | D     | Alessandro Caporale  |
| 18 | Italia (bandiera)  | D     | Daniele Marino       |
| 19 | Italia (bandiera)  | D     | Luca Sparandeo       |
| 20 | Italia (bandiera)  | A     | Giuseppe Cianci      |
| 20 | Italia (bandiera)  | A     | Francesco Puntoriere |
| 21 | Italia (bandiera)  | D     | Leonardo Nunzella    |
| 22 | Italia (bandiera)  | P     | Bryan Costa          |
| 23 | Italia (bandiera)  | C     | Marco Marozzi        |
| 25 | Italia (bandiera)  | D     | Matteo Calcagno      |
| 25 | Italia (bandiera)  | C     | Carmine Setola       |
| 26 | Camerun (bandiera) | C     | Giovanni Tchetchoua  |
| 28 | Italia (bandiera)  | P     | Giacomo Poluzzi      |
| 32 | Italia (bandiera)  | D     | Antonino Gallo       |
| 33 | Ghana (bandiera)   | A     | Joseph Ekuban        |
| 34 | Italia (bandiera)  | C     | Antonio Miccoli      |

## Calciomercato

### Sessione estiva(dal 01/07 al 02/09)
| Acquisti | Acquisti                    | Acquisti       | Acquisti      |
| R.       | Nome                        | da             | Modalità      |
| -------- | --------------------------- | -------------- | ------------- |
| P        | Bryan Costa                 | Levico Terme   | definitivo    |
| P        | Federico Sottoriva          | Ghiviborgo     | fine prestito |
| P        | Davide Colonna              | Riccione       | fine prestito |
| D        | Abdoul Diagnè               | Casarano       | fine prestito |
| D        | Federico De Vita            | Castelfidardo  | fine prestito |
| D        | Fabio Delvino               | Alessandria    | definitivo    |
| D        | Luciano Mazzone             | Juventus       | definitivo    |
| D        | Matteo Calcagno             | Albissola      | definitivo    |
| D        | Luca Sparandeo              | Benevento      | prestito      |
| D        | Francesco Pambianchi        | Catanzaro      | definitivo    |
| C        | Luca Petruccetti            | Mesagne        | fine prestito |
| C        | Leonardo Di Cosmo           | Virtus Entella | prestito      |
| C        | Denny Gigliotti             | Rende          | definitivo    |
| C        | Andrea Bovo                 | L.R. Vicenza   | definitivo    |
| A        | Cosimo Salatino             | Taranto        | fine prestito |
| A        | Alessio Di Cosmo            | Molfetta       | fine prestito |
| A        | Giuseppe Cianci             | Casarano       | definitivo    |
| A        | Federico Nahuel Vazquez     | Siracusa       | definitivo    |
| A        | Alain Pierre Baclet         | Reggina        | definitivo    |
| D        | Andrea Tiritiello           | Cosenza        | prestito      |
| C        | Marco Marozzi               | Fiorentina     | prestito      |
| A        | Leonardo Perez              | Cosenza        | definitivo    |
| A        | Francesco Puntoriere        | Virtus Entella | definitivo    |
| P        | Giacomo Poluzzi (settembre) |                | svincolato    |

| Cessioni | Cessioni                      | Cessioni         | Cessioni      |
| R.       | Nome                          | da               | Modalità      |
| -------- | ----------------------------- | ---------------- | ------------- |
| P        | Thomas Saloni                 | Spezia           | fine prestito |
| D        | Andrea Tiritiello             | Cosenza          | fine prestito |
| D        | Mattia Zizzi                  | Ascoli           | fine prestito |
| D        | Alex Sirri                    | Ravenna          | definitivo    |
| D        | Stefano Cason                 | Pianese          | definitivo    |
| D        | Luciano Mazzone               | Bitonto          | prestito      |
| C        | Denny Gigliotti               | Rende            | fine prestito |
| C        | Andrea Pastore                |                  | svincolato    |
| A        | Gaston Corado                 |                  | svincolato    |
| C        | Micheal Folorunsho            | Napoli           | definitivo    |
| C        | Yassin Arfaoui                | Fidelis Andria   | definitivo    |
| C        | Mario Vrdoljak                | AZ Picerno       | definitivo    |
| A        | Francesco Puntoriere          | Virtus Entella   | fine prestito |
| A        | Davide Cavaliere              | Lecce            | fine prestito |
| A        | Manuel Sarao                  | Cesena           | definitivo    |
| C        | Gianmarco Monaco              | F.C. Francavilla | definitivo    |
| C        | Luca Petruccetti              | F.C. Francavilla | definitivo    |
| P        | Emanuele Nordi                | Sicula Leonzio   | definitivo    |
| A        | Anthony Partipilo             | Ternana          | definitivo    |
| A        | Cosimo Salatino               | Foggia           | definitivo    |
| A        | Giuseppe Cianci               | Casarano         | prestito      |
| P        | Federico Sottoriva (dicembre) |                  | svincolato    |

### Sessione invernale(dal 02/01 al 31/01)
| Acquisti | Acquisti            | Acquisti  | Acquisti   |
| R.       | Nome                | da        | Modalità   |
| -------- | ------------------- | --------- | ---------- |
| C        | Manuele Castorani   | Ligorna   | definitivo |
| C        | Andrea Risolo       | Catanzaro | prestito   |
| D        | Antonino Gallo      | Lecce     | prestito   |
| A        | Joseph Ansah Ekuban | Verona    | definitivo |
| C        | Carmine Setola      | Siena     | prestito   |

| Cessioni | Cessioni             | Cessioni       | Cessioni   |
| R.       | Nome                 | da             | Modalità   |
| -------- | -------------------- | -------------- | ---------- |
| C        | Francesco Carella    | Fc Francavilla | definitivo |
| C        | Francesco Puntoriere | Virtus Verona  | prestito   |
| D        | Matteo Calcagno      | Arzignano      | prestito   |
| C        | Andrea Bovo          | Siena          | prestito   |

## Risultati

### Serie C

#### Girone di andata
| Arbitro: | Perenzoni (Rovereto) |

|                    |           |                     |
| Vazquez 38’ (rig.) | Marcatori | 47’ A. De Francesco |

| Arbitro: | Di Graci (Como) |

|                           |           |           |
| Lodi 39’ (rig.) Sarno 63’ | Marcatori | 26’ Perez |

| Arbitro: | N. Marini (Trieste) |

|           |           |              |
| Perez 50’ | Marcatori | 75’ D’Angelo |

| Arbitro: | Gualtieri (Asti) |

|                 |           |                    |
| Scarpa 78’, 83’ | Marcatori | 81’, 90+4’ Vazquez |

| Arbitro: | Santoro (Messina) |

|                  |           |  |
| Mastropietro 73’ | Marcatori |  |

| Arbitro: | Feliciani (Teramo) |

|  |           |           |
|  | Marcatori | 39’ Perez |

| Arbitro: | D'Ascanio (Ancona) |

|           |           |                               |
| Perez 46’ | Marcatori | 22’ Partipilo 81’ A. Ferrante |

| Arbitro: | Tremolada (Monza) |

|                                              |           |             |
| Fischnaller 33’ Bianchimano 54’ Di Livio 84’ | Marcatori | 33’ Vazquez |

| Arbitro: | Bitonti (Bologna) |

|                                                                  |           |                             |
| Caporale 15’ Perez 16’, 27’ Albertini 57’ Vazquez 60’ Bovo 90+1’ | Marcatori | 68’ (rig.), 79’ (rig.) Tito |

| Potenza 19 ottobre 2019, ore 16 CEST 10ª giornata | AZ Picerno                         | 0 – 0 referto | Virtus Francavilla | Stadio Alfredo Viviani\| Arbitro: \| Carrione (Castellammare di Stabia) \| |
| Arbitro:                                          | Carrione (Castellammare di Stabia) |               |                    |                                                                            |

| Arbitro: | Cosso (Reggio Calabria) |

|  |           |                                   |
|  | Marcatori | 21’ (rig.) Martignago 94’ Bombagi |

| Arbitro: | Acanfora (Castellammare di Stabia) |

|  |           |           |
|  | Marcatori | 27’ Perez |

| Arbitro: | Monaldi (Macerata) |

|            |           |              |
| Beleck 10’ | Marcatori | 5’ D. Marino |

| Arbitro: | Angelucci (Foligno) |

|                    |           |               |
| Vazquez 64’ (rig.) | Marcatori | 25’ Collocolo |

| Arbitro: | Maggio (Lodi) |

|             |           |               |
| Lescano 25’ | Marcatori | 33’ Albertini |

| Arbitro: | Rutella (Enna) |

|                                            |           |                                            |
| Vazquez 28’ Gigliotti 32’ Mastropietro 60’ | Marcatori | 13’, 54’ Murano 34’ Isgrò 77’ Ferri Marini |

| Arbitro: | Bitonti (Bologna) |

|                               |           |  |
| Fella 44’, 90+2’ Carriero 55’ | Marcatori |  |

| Arbitro: | Di Graci (Como) |

|                |           |  |
| Puntoriere 42’ | Marcatori |  |

| Arbitro: | Acanfora (Castellammare di Stabia) |

|                             |           |             |
| M. Volpe 84’ Atanasov 90+4’ | Marcatori | 91’ Marozzi |

#### Girone di ritorno
| Arbitro: | Maranesi (Ciampino) |

|           |           |                         |
| Denis 10’ | Marcatori | 52’ Risolo 74’ Di Cosmo |

| Francavilla Fontana 12 gennaio 2020, ore 15 CEST 21ª giornata | Virtus Francavilla   | 0 – 0 referto | Catania | Stadio Giovanni Paolo II\| Arbitro: \| Perenzoni (Rovereto) \| |
| Arbitro:                                                      | Perenzoni (Rovereto) |               |         |                                                                |

| Arbitro: | F. Longo (Paola) |

|                |           |                  |
| L. Castaldo 6’ | Marcatori | 84’ (rig.) Perez |

| Arbitro: | Moriconi (Roma) |

|                               |           |  |
| Mastropietro 7’ Sperandeo 79’ | Marcatori |  |

| Arbitro: | Feliciani (Teramo) |

|                                     |           |  |
| Antenucci 26’ (rig.) D. Ciofani 51’ | Marcatori |  |

| Arbitro: | Ricci (Firenze) |

|            |           |                    |
| Zenuni 41’ | Marcatori | 94’ Di Paolantonio |

| Arbitro: | Monaldi (Macerata) |

|  |           |                               |
|  | Marcatori | 18’ (rig.) Vazquez 57’ Marino |

| Arbitro: | D'Ascanio (Ancona) |

|                                                |           |  |
| Vazquez 25’ Di Cosmo 37’ Perez 60’ (rig.), 62’ | Marcatori |  |

| Arbitro: | Carrione (Castellammare di Stabia) |

|                             |           |             |
| Pugliese 35’ Prezzabile 89’ | Marcatori | 9’ Di Cosmo |

| Arbitro: | Cascone (Nocera Inferiore) |

|           |           |                                      |
| Perez 12’ | Marcatori | 43’ W. Guerra 48’ (rig.) E. Esposito |

| Arbitro: | De Tommaso (Rimini) |

|  |           |             |
|  | Marcatori | 26’ Vazquez |

| Francavilla Fontana 15 marzo 2020 31ª giornata annullata | Virtus Francavilla | – Campionato sospeso per l'acuirsi del Covid-19 | Bisceglie | Stadio Giovanni Paolo II |

| Francavilla Fontana 22 marzo 2020 32ª giornata annullata | Virtus Francavilla | – | Rieti | Stadio Giovanni Paolo II |

| Rende 25 marzo 2020 33ª giornata annullata | Rende | – | Virtus Francavilla | Stadio Marco Lorenzon |

| Francavilla Fontana 29 marzo 2020 34ª giornata annullata | Virtus Francavilla | – | Sicula Leonzio | Stadio Giovanni Paolo II |

| Potenza 5 aprile 2020 35ª giornata annullata | Potenza | – | Virtus Francavilla | Stadio Alfredo Viviani |

| Francavilla Fontana 11 aprile 2020 36ª giornata annullata | Virtus Francavilla | – | Monopoli | Stadio Giovanni Paolo II |

| Cava de'Tirreni 19 aprile 2020 37ª giornata annullata | Cavese | – | Virtus Francavilla | Stadio Simonetta Lamberti |

| Francavilla Fontana 26 aprile 2020 38ª giornata annullata | Virtus Francavilla | – | Viterbese Castrense | Stadio Giovanni Paolo II |

### Play-off di girone

#### Primo turno
| Arbitro: | Marchetti (Ostia Lido) |

|                                           |           |                       |
| Biondi 24’ A. Curcio 56’ (rig.) Pinto 92’ | Marcatori | 11’ Perez 20’ Vazquez |

### Coppa Italia

#### Primo turno
| Arbitro: | Pascarella (Nocera Inferiore) |

|                         |           |             |
| Vazquez 8’ Nunzella 79’ | Marcatori | 19’ Bellich |

#### Secondo turno
| Arbitro: | Amabile (Vicenza) |

|                                       |           |  |
| Claiton 41’ Deli 44’ Palombi 52’, 58’ | Marcatori |  |

### Coppa Italia Serie C

#### Primo turno
| Arbitro: | Giaccaglia (Jesi) |

|                                             |           |                             |
| Salvemini 20’ Moreo 65’ (rig.) Triarico 85’ | Marcatori | 1’ Perez 70’ (rig.) Vazquez |

## Statistiche
Statistiche aggiornate al 30 giugno 2020.

### Statistiche di squadra
| Competizione         | Punti | In casa | In casa | In casa | In casa | In casa | In casa | In trasferta | In trasferta | In trasferta | In trasferta | In trasferta | In trasferta | Totale | Totale | Totale | Totale | Totale | Totale | DR |
| Competizione         | Punti | G       | V       | N       | P       | Gf      | Gs      | G            | V            | N            | P            | Gf           | Gs           | G      | V      | N      | P      | Gf     | Gs     | DR |
| -------------------- | ----- | ------- | ------- | ------- | ------- | ------- | ------- | ------------ | ------------ | ------------ | ------------ | ------------ | ------------ | ------ | ------ | ------ | ------ | ------ | ------ | -- |
| Serie C              | 40    | 14      | 5       | 5       | 4       | 23      | 16      | 17           | 5            | 5            | 7            | 18           | 23           | 31     | 10     | 10     | 11     | 41     | 39     | +2 |
| Coppa Italia         | -     | 1       | 1       | 0       | 0       | 2       | 1       | 1            | 0            | 0            | 1            | 0            | 4            | 2      | 1      | 0      | 1      | 2      | 5      | -3 |
| Coppa Italia Serie C | -     | 0       | 0       | 0       | 0       | 0       | 0       | 1            | 0            | 0            | 1            | 2            | 3            | 1      | 0      | 0      | 1      | 2      | 3      | -1 |
| Totale               | 40    | 15      | 6       | 5       | 4       | 25      | 17      | 19           | 5            | 5            | 9            | 20           | 30           | 34     | 11     | 10     | 13     | 45     | 47     | -2 |

### Andamento in campionato
| Giornata  | 1 | 2  | 3  | 4  | 5  | 6 | 7  | 8  | 9  | 10 | 11 | 12 | 13 | 14 | 15 | 16 | 17 | 18 | 19 | 20 | 21 | 22 | 23 | 24 | 25 | 26 | 27 | 28 | 29 | 30 | 31 | 32 | 33 | 34 | 35 | 36 | 37 | 38 |
| --------- | - | -- | -- | -- | -- | - | -- | -- | -- | -- | -- | -- | -- | -- | -- | -- | -- | -- | -- | -- | -- | -- | -- | -- | -- | -- | -- | -- | -- | -- | -- | -- | -- | -- | -- | -- | -- | -- |
| Risultato | N | P  | N  | N  | V  | V | P  | P  | V  | N  | P  | V  | N  | N  | N  | P  | P  | V  | P  | N  | N  | V  | V  | P  | N  | V  | V  | P  | P  | V  |    |    |    |    |    |    |    |    |
| Posizione | 9 | 14 | 14 | 15 | 13 | 9 | 11 | 14 | 11 | 12 | 14 | 11 | 10 | 12 | 12 | 13 | 15 | 12 | 14 | 15 | 15 | 13 | 11 | 11 | 11 | 10 | 9  | 11 | 11 | 9  |    |    |    |    |    |    |    |    |

Legenda:

Luogo: C = Casa; T = Trasferta. Risultato: V = Vittoria; N = Pareggio; P = Sconfitta.

### Statistiche dei giocatori
Statistiche aggiornate al 30 giugno 2020.
Sono in corsivo i calciatori che hanno lasciato la società a stagione in corso.
| Giocatore       | Serie C  | Serie C | Serie C     | Serie C    | Coppa Italia | Coppa Italia | Coppa Italia | Coppa Italia | Coppa Italia Lega Pro | Coppa Italia Lega Pro | Coppa Italia Lega Pro | Coppa Italia Lega Pro | Totale   | Totale | Totale      | Totale     |
| Giocatore       | Presenze | Reti    | Ammonizioni | Espulsioni | Presenze     | Reti         | Ammonizioni  | Espulsioni   | Presenze              | Reti                  | Ammonizioni           | Espulsioni            | Presenze | Reti   | Ammonizioni | Espulsioni |
| --------------- | -------- | ------- | ----------- | ---------- | ------------ | ------------ | ------------ | ------------ | --------------------- | --------------------- | --------------------- | --------------------- | -------- | ------ | ----------- | ---------- |
| A. Albertini    | 28       | 2       | 5           | 1          | 2            | 0            | 0            | 0            | 1                     | 0                     | 0                     | 0                     | 31       | 2      | 5           | 1          |
| A.P. Baclet     | 12       | 0       | 1           | 0          | 1            | 0            | 0            | 0            | 0                     | 0                     | 0                     | 0                     | 13       | 0      | 1           | 0          |
| A. Bovo         | 19       | 1       | 1           | 2          | 2            | 0            | 0            | 0            | 1                     | 0                     | 0                     | 0                     | 22       | 1      | 1           | 2          |
| F. Buglia       | 0        | 0       | 0           | 0          | 0            | 0            | 0            | 0            | 0                     | 0                     | 0                     | 0                     | 0        | 0      | 0           | 0          |
| A. Caporale     | 30       | 1       | 5           | 0          | 1            | 0            | 0            | 0            | 1                     | 0                     | 0                     | 0                     | 32       | 1      | 5           | 0          |
| M. Calcagno     | 5        | 0       | 0           | 0          | 1            | 0            | 0            | 0            | 0                     | 0                     | 0                     | 0                     | 6        | 0      | 0           | 0          |
| F. Carella      | 0        | 0       | 0           | 0          | 0            | 0            | 0            | 0            | 0                     | 0                     | 0                     | 0                     | 0        | 0      | 0           | 0          |
| M. Castorani    | 8        | 0       | 1           | 0          | 0            | 0            | 0            | 0            | 0                     | 0                     | 0                     | 0                     | 8        | 0      | 1           | 0          |
| G. Cianci       | 0        | 0       | 0           | 0          | 1            | 0            | 0            | 0            | 0                     | 0                     | 0                     | 0                     | 1        | 0      | 0           | 0          |
| B. Costa        | 12       | -16     | 1           | 0          | 2            | -5           | 0            | 0            | 0                     | 0                     | 0                     | 0                     | 14       | -21    | 1           | 0          |
| F. De Luca      | 0        | 0       | 0           | 0          | 0            | 0            | 0            | 0            | 0                     | 0                     | 0                     | 0                     | 0        | 0      | 0           | 0          |
| F. Delvino      | 26       | 0       | 12          | 0          | 2            | 0            | 2            | 0            | 1                     | 0                     | 1                     | 0                     | 29       | 0      | 15          | 0          |
| A. Di Cosmo     | 20       | 3       | 4           | 0          | 0            | 0            | 0            | 0            | 1                     | 0                     | 0                     | 1                     | 21       | 3      | 4           | 1          |
| J. Ekuban       | 4        | 0       | 1           | 0          | 0            | 0            | 0            | 0            | 0                     | 0                     | 0                     | 0                     | 4        | 0      | 1           | 0          |
| A. Gallo        | 8        | 0       | 0           | 0          | 0            | 0            | 0            | 0            | 0                     | 0                     | 0                     | 0                     | 8        | 0      | 0           | 0          |
| D. Gigliotti    | 17       | 1       | 7           | 0          | 2            | 0            | 0            | 0            | 0                     | 0                     | 0                     | 0                     | 19       | 1      | 7           | 0          |
| D. Marino       | 21       | 2       | 3           | 0          | 1            | 0            | 1            | 0            | 1                     | 0                     | 1                     | 0                     | 23       | 2      | 5           | 0          |
| M. Marozzi      | 17       | 1       | 2           | 0          | 0            | 0            | 0            | 0            | 1                     | 0                     | 0                     | 0                     | 18       | 1      | 2           | 0          |
| F. Mastropietro | 28       | 3       | 5           | 0          | 2            | 0            | 0            | 0            | 1                     | 0                     | 0                     | 0                     | 31       | 3      | 5           | 0          |
| A. Miccoli      | 1        | 0       | 0           | 0          | 0            | 0            | 0            | 0            | 0                     | 0                     | 0                     | 0                     | 1        | 0      | 0           | 0          |
| L. Nunzella     | 24       | 0       | 4           | 1          | 2            | 1            | 0            | 0            | 0                     | 0                     | 0                     | 0                     | 26       | 1      | 4           | 1          |
| F. Pambianchi   | 0        | 0       | 0           | 0          | 1            | 0            | 1            | 0            | 0                     | 0                     | 0                     | 0                     | 1        | 0      | 1           | 0          |
| L. Perez        | 27       | 12      | 5           | 1          | 0            | 0            | 0            | 0            | 1                     | 1                     | 0                     | 0                     | 28       | 13     | 5           | 1          |
| S. Pino         | 3        | 0       | 0           | 0          | 0            | 0            | 0            | 0            | 0                     | 0                     | 0                     | 0                     | 3        | 0      | 0           | 0          |
| G. Poluzzi      | 20       | -23     | 4           | 0          | 0            | 0            | 0            | 0            | 1                     | -3                    | 0                     | 0                     | 21       | -26    | 4           | 0          |
| F. Puntoriere   | 13       | 1       | 1           | 0          | 0            | 0            | 0            | 0            | 1                     | 0                     | 0                     | 0                     | 14       | 1      | 1           | 0          |
| A. Risolo       | 12       | 1       | 3           | 0          | 0            | 0            | 0            | 0            | 0                     | 0                     | 0                     | 0                     | 12       | 1      | 3           | 0          |
| A. Sarcinella   | 0        | 0       | 0           | 0          | 0            | 0            | 0            | 0            | 0                     | 0                     | 0                     | 0                     | 0        | 0      | 0           | 0          |
| C. Setola       | 2        | 0       | 0           | 0          | 0            | 0            | 0            | 0            | 0                     | 0                     | 0                     | 0                     | 2        | 0      | 0           | 0          |
| F. Sottoriva    | 0        | 0       | 0           | 0          | 0            | 0            | 0            | 0            | 0                     | 0                     | 0                     | 0                     | 0        | 0      | 0           | 0          |
| L. Sparandeo    | 20       | 1       | 3           | 0          | 0            | 0            | 0            | 0            | 1                     | 0                     | 0                     | 0                     | 21       | 1      | 3           | 0          |
| G. Tchetchoua   | 7        | 0       | 3           | 0          | 2            | 0            | 0            | 0            | 1                     | 0                     | 1                     | 0                     | 10       | 0      | 4           | 0          |
| A. Tiritiello   | 22       | 0       | 6           | 1          | 1            | 0            | 0            | 0            | 0                     | 0                     | 0                     | 0                     | 23       | 0      | 6           | 1          |
| F. Vazquez      | 27       | 11      | 4           | 1          | 2            | 1            | 0            | 0            | 1                     | 1                     | 0                     | 0                     | 30       | 13     | 4           | 1          |
| F. Zenuni       | 28       | 1       | 8           | 0          | 2            | 0            | 0            | 0            | 1                     | 0                     | 0                     | 0                     | 31       | 1      | 8           | 0          |